# 2,2-Dimetilpentano
2,2-Dimetil-pentano ou Neo-heptano é um dos isômeros do heptano